# The Perfect Prescription
| Recensione                    | Giudizio |
| ----------------------------- | -------- |
| AllMusic                      | [ 1 ]    |
| Drowned in Sound              | 9/10     |
| PopMatters                    | 10/10    |
| Record Collector              | [ 4 ]    |
| The Rolling Stone Album Guide | [ 5 ]    |
| Spin Alternative Record Guide | 9/10     |

The Perfect Prescription è il secondo album del gruppo musicale inglese Spacemen 3, pubblicato nel settembre del 1987.
Pitchfork Media l'ha inserito al 50º posto nella classifica dei migliori album degli anni '80.

## Tracce
Testi e musiche di Kember e Pierce, tranne ove indicato.

### LP
Lato 1
1. Take Me to the Other Side - 4:28
2. Walkin' with Jesus - 3:43
3. Ode to Street Hassle - 4:01 (Kember)
4. Ecstasy Symphony - 1:54
5. Transparent Radiation (Flashback) - 9:03 (Red Crayola - arr: Kember, Pierce)

Lato 2
1. Feel So Good - 5:16
2. Things'll Never Be the Same - 6:05
3. Come Down Easy - 6:46
4. Call the Doctor - 3:52

Tracce bonus ristampa CD 1989
1. Soul 1 - 5:41
2. That's Just Fine - 6:49

### Musicassetta
1. Take Me to the Other Side - 4:28
2. Walkin' with Jesus - 3:43
3. Ode to Street Hassle - 4:01
4. Ecstasy Symphony - 1:54
5. Transparent Radiation (Flashback) - 9:03 (Red Crayola - arr: Kember, Pierce)
6. Feel So Good - 5:16
7. Things'll Never Be the Same - 6:05
8. Come Down Easy - 6:46
9. Call the Doctor - 3:52
10. Soul 1 - 5:41
11. That's Just Fine - 6:49

Lato 2
1. O.D. Catastrophe - 8:57
2. Rollercoaster- 17:00 (Erickson, Hall)
3. Feel So Good - 5:00
4. Starship - 11:27 (MC5, Poole Blount)

## Formazione
- Jason Pierce - voce, chitarra, organo, farfisa
- Sonic Boom - voce, chitarra, effetti (vibrato), organo
- Pete Bassman - basso
- Rosco - percussioni

### Altri musicisti
- Owen John - violino
- Alex Green - sassofono
- Mick Manning - tromba